# Vougy (Loire)
Vougy település Franciaországban, Loire megyében. Lakosainak száma 1523 fő (2022. január 1.). Vougy Nandax, Coutouvre, Perreux, Roanne, Mably, Briennon és Pouilly-sous-Charlieu községekkel határos.

## Népesség
A település népessége az elmúlt években az alábbi módon változott:
| Lakosok száma | 1073 | 1551 | 1604 | 1437 | 1413 | 1445 | 1466 | 1488 | 1497 | 1523 |
|               | 1968 | 1982 | 1990 | 2006 | 2013 | 2015 | 2017 | 2019 | 2020 | 2022 |